# Anton Estermann
Anton Estermann (* 14. Dezember 1890 in Urfahr; † 18. Jänner 1970 in Linz) war ein österreichischer Architekt und Politiker.

## Leben und Wirken
Anton Estermann maturierte am Bundesrealgymnasium Linz Fadingerstraße und war ehemaliger Mitschüler Adolf Hitlers. 1909 bis 1913 studierte er an der Bauingenieurschule in Prag. 1914 bis 1918 war er Offizier (Oberleutnant) im Ersten Weltkrieg. 1919 bis 1922 studierte er an der TU Graz, danach war er in Architekturbüros in Linz, Graz, Berlin und Bukarest tätig. 1927 bis 1929 betrieb er ein eigenes Architektur- und Ingenieurbüro zusammen mit Armin Sturmberger.
Nach dem „Anschluss Österreichs“ beantragte er am 7. Juni 1938 die Aufnahme in die NSDAP, wurde rückwirkend zum 1. Mai desselben Jahres aufgenommen (Mitgliedsnummer 6.377.573) und im Juni 1938 nach Absetzung seines Vorgängers Curt Kühne zum Linzer Stadtbaudirektor ernannt. Im September 1939 wurde er Beigeordneter (Stadtrat) und im Juli 1941 Bürgermeister von Linz. Seit 1939 war Estermann SA-Sturmbannführer. 1944 bis 1945 war er ehrenamtlicher Beigeordneter für Bauwesen in Linz.
Nach Ende des Zweiten Weltkriegs wurde er 1945 in die Kriegsverbrecherliste Oberösterreich aufgenommen und ein Entnazifizierungsprozess gegen ihn eingeleitet. 1949 wurde er vom Bundespräsidenten begnadigt und er nahm seine Tätigkeit als freischaffender Architekt wieder auf.

## Bauten

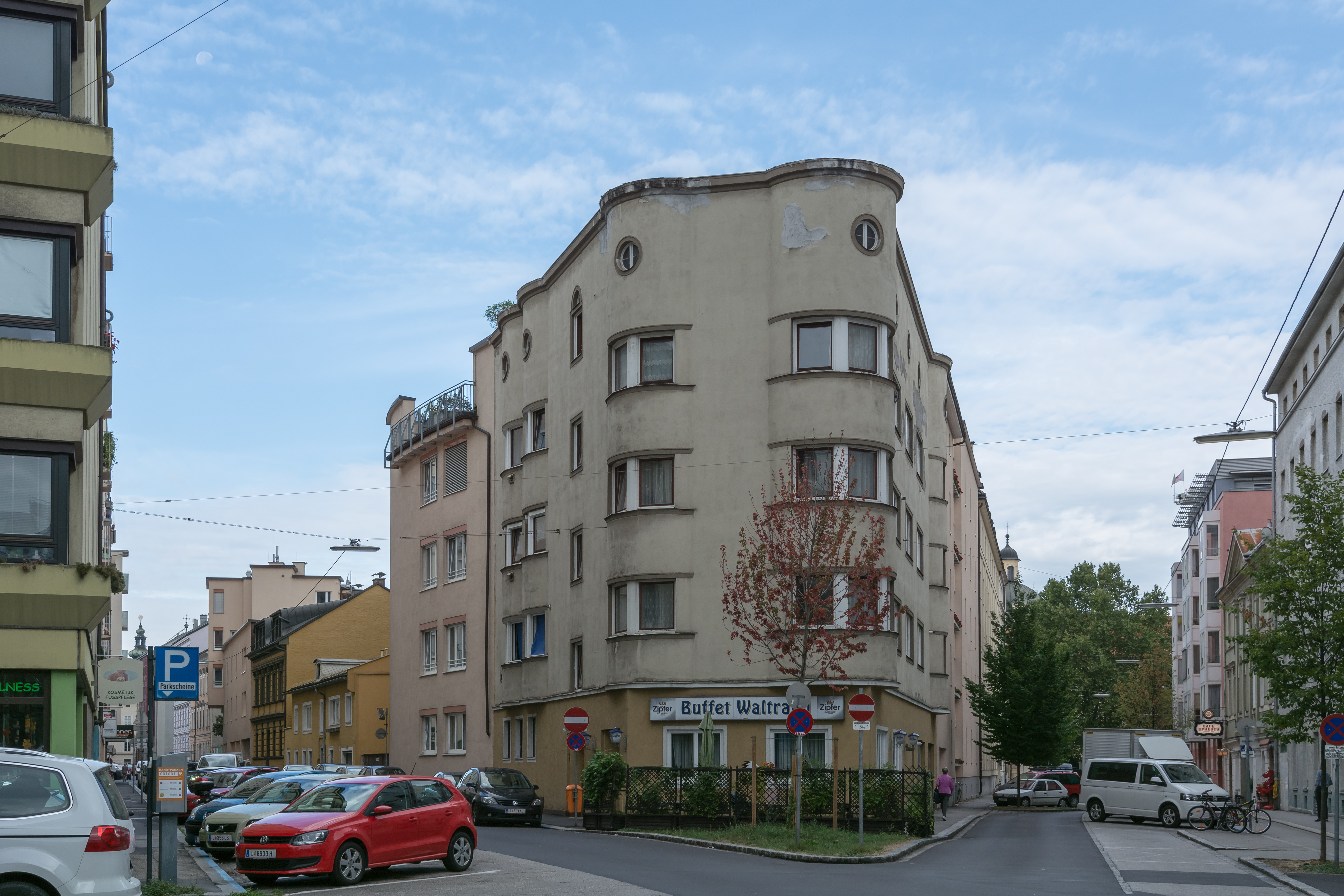
Wohnhaus Harrachstraße 33, Linz

- 1926 Siedlung Hoppichlerstraße, Linz (gemeinsam mit Ehgartner)
- 1927 Goethestraße 5, Linz (gemeinsam mit Armin Sturmberger)
- 1927 Doppelwohnhaus Parzhofstraße 21–23, Linz (gemeinsam mit Armin Sturmberger)
- 1928 Villa Bosse, Martingasse 1, Linz (gemeinsam mit Armin Sturmberger)
- 1928 Wohnbau Weißenwolffstraße 25–27, Linz (gemeinsam mit Armin Sturmberger)
- 1929–1930 Dinghoferstraße 10, Linz
- 1933 Harrachstraße 33, Linz (gemeinsam mit Armin Sturmberger)
- 1940–1943 Brückenkopfgebäude, Linz (gemeinsam mit Roderich Fick)
- 1950–1952 Umbau der Allgemeinen Sparkasse, Promenade 11, Linz